# Idioma marati
El marati (मराठी, marāṭhīⓘ) es una de las lenguas más habladas de la India y tiene una larga tradición literaria. Es un idioma indoeuropeo de la familia indoaria, propio del estado indio de Maharastra, que es el que alberga a la ciudad de Bombay. Es muy cercano al idioma singalés (de Sri Lanka, al sur de la India).
Al igual que muchos otros idiomas indios, el marati deriva del sánscrito, y se separó de otras lenguas de su grupo hace unos mil años.

## Historia
Las lenguas indias, incluido el marati, que pertenecen a la familia de las lenguas indoarias, derivan de las primeras formas del prakrit. El marati es una de las varias lenguas que descienden del prákrito mahārāṣṭri. Los cambios posteriores dieron lugar a los prácritos apabhraṃśas, como el marati antiguo; sin embargo, esto es cuestionado por Bloch (1970), quien afirma que el apabhraṃśa se formó después de que el marati ya se hubiera separado del dialecto de la India Media.

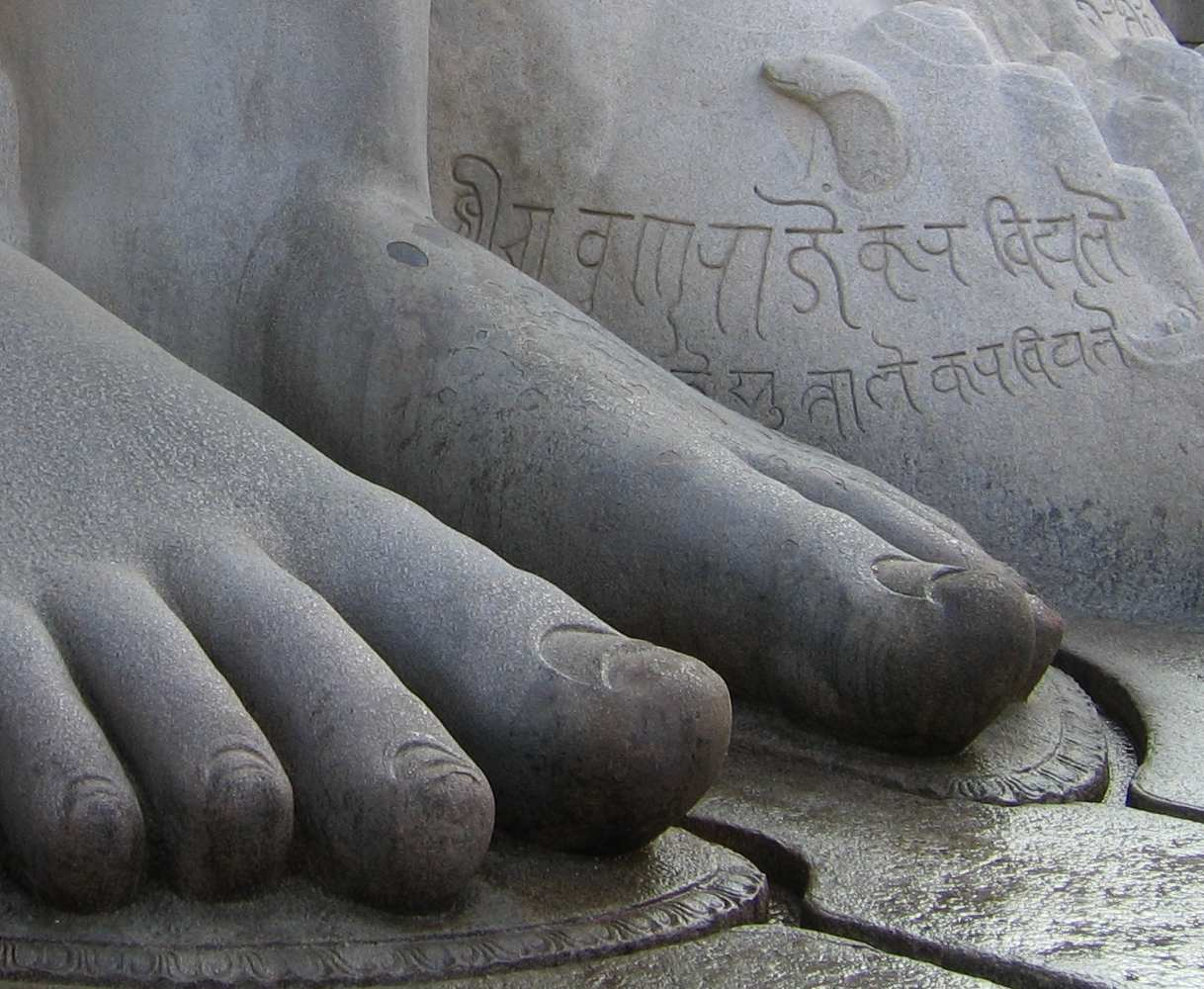
981 A.D. La inscripción en marati antiguo (mahārāṣṭrī) al pie de la estatua de Bahubali en el templo jainista de Shravanabelagola es la primera inscripción en marati que se conoce. Deriva del prácrito maharashtri.

El ejemplo más antiguo del maharashtri como lengua independiente data aproximadamente del siglo III a. C.: una inscripción en piedra encontrada en una cueva de Naneghat, Junnar en el distrito de Pune había sido escrita en maharashtri utilizando la escritura brahmi. Un comité nombrado por el Gobierno del Estado de Maharashtra para conseguir el estatus de Clásicas para el marati ha afirmado que el marati existía hace al menos 2300 años junto al sánscrito como una lengua hermana. El marati, un derivado del maharashtri, está probablemente atestiguado por primera vez en unas inscripción en placa de cobre encontradas en el Satara. Varias inscripciones fechadas en la segunda mitad del siglo XI presentan el marati, que suele ir unido al sánscrito o al kannada en estas inscripciones. Las primeras inscripciones en marati son las realizadas durante el gobierno de Shilahara, incluyendo una inscripción en piedra de alrededor de 1012 d. C. en Akshi taluka del distrito de Raigad, y una inscripción en placa de cobre de 1060 o 1086 d. C. en Dive, que registra una concesión de tierras (agrahara) a un brahmán. Una inscripción en marati de 2 líneas de 1118 d. C. en Shravanabelagola registra una concesión de los Hoysala. Estas inscripciones sugieren que el marati era una lengua escrita estándar en el siglo XII. Sin embargo, no hay registro de ninguna literatura producida en marati hasta finales del siglo XIII.

### Período Yadava
Después de 1187 d. C., el uso del marati creció sustancialmente en las inscripciones de los reyes de la dinastía Seuna (Yadava), que anteriormente utilizaban el kannada y el sánscrito en sus inscripciones. El marati se convirtió en la lengua dominante de la epigrafía durante el último medio siglo de gobierno de la dinastía (siglo XIV), y puede haber sido el resultado de los intentos de los Yadava de conectar con sus súbditos de habla marati y distinguirse de los Hoysalas de habla kannada.
El mayor crecimiento y uso de la lengua se debió a dos sectas religiosas - el Mahanubhava y el Varkari panthan - que adoptaron el marati como medio para predicar sus doctrinas de devoción. El marati se utilizaba en la vida de la corte en la época de los reyes de la dinastía Seuna. Durante el reinado de los tres últimos reyes Seuna, se creó una gran cantidad de literatura en verso y prosa, sobre astrología, medicina, Puranas, Vedanta, reyes y cortesanos. El Nalopakhyan, el Rukmini swayamvar y el Jyotisharatnamala de Shripati (1039) son algunos ejemplos.
El libro más antiguo en prosa en marati, Vivēkasindhu (विवेकसिंधु), fue escrito por Mukundaraja, un Nath yogui y archipoesista del marati. Mukundaraja basa su exposición de los principios básicos de la filosofía hindú y del yoga marga en las declaraciones o enseñanzas de Shankaracharya. La otra obra de Mukundaraja, Paramamrta, se considera el primer intento sistemático de explicar el Vedanta en lengua marati.
Ejemplos notables de prosa marati son "Līḷācarītra" (लीळाचरित्र), acontecimientos y anécdotas de la vida llena de milagros de Chakradhar Swami de la secta Mahanubhava recopilada por su discípulo cercano, Mahimbhatta, en 1238. El Līḷācarītra se considera la primera biografía escrita en lengua marati. La segunda obra literaria importante de Mahimbhatta es el Shri Govindaprabhucharitra o Rudhipurcharitra, una biografía del guru de Shri Chakradhar Swami, Shri Govind Prabhu. Probablemente fue escrita en 1288. La secta Mahanubhava hizo del marati un vehículo para la propagación de la religión y la cultura. La literatura mahanubhava comprende generalmente obras que describen las encarnaciones de los dioses, la historia de la secta, comentarios sobre el Bhagavad Gita, obras poéticas que narran las historias de la vida de Krishna y obras gramaticales y etimológicas que se consideran útiles para explicar la filosofía de la secta.

### Período medieval y del sultanato del Decán
El santo varkari del siglo XIII Dnyaneshwar (1275-1296) escribió un tratado en marati sobre el Bhagawat Gita llamado popularmente Dnyaneshwari y Amrutanubhava.
Mukund Raj fue un poeta que vivió en el siglo XIII y se dice que fue el primer poeta que compuso en marati. Es conocido por el Viveka-Siddhi y el Parammruta, que son obras metafísicas y panteístas relacionadas con el Vedantismo ortodoxo.
El santo poeta del siglo XVI Eknath (1528-1599) es bien conocido por componer el Eknāthī Bhāgavat, un comentario sobre el Bhagavat Purana y las canciones devocionales llamadas Bharud. Mukteshwar tradujo el Mahabharata al marati; Tukaram (1608-49) transformó el marati en una rica lengua literaria. Su poesía contenía sus inspiraciones. Tukaram escribió más de 3000 abhangs o canciones devocionales.
El marati se utilizó ampliamente durante el periodo del sultanato. Aunque los gobernantes eran musulmanes, los terratenientes feudales locales y los recaudadores de impuestos eran hindúes, al igual que la mayoría de la población. Para simplificar la administración y la recaudación, los sultanes promovieron el uso del marati en los documentos oficiales. Sin embargo, la lengua marati de la época está fuertemente persaisada en su vocabulario. La influencia persa continúa hasta nuestros días con muchas palabras derivadas del persa que se utilizan en el habla cotidiana como bāg (jardín), kārkhānā (fábrica), shahar (ciudad) bāzār (mercado), dukān (tienda), hushār (inteligente), kāḡaḏ (papel), khurchi (silla), jamin (tierra), jāhirāt (anuncio) y hazār (mil) El marati también se convirtió en lengua de la administración durante el Sultanato de Ahmadnagar. Adilshahi de Bijapur también utilizó el marati para la administración y el registro.

### El Imperio maratha
El marati ganó importancia con el auge del Imperio maratha a partir del reinado de Chhatrapti Shivaji. Bajo él, la lengua utilizada en los documentos administrativos se volvió menos persianizada. Mientras que en 1630 el 80% del vocabulario era persa, se redujo al 37% en 1677. Samarth Ramdas fue un contemporáneo de Shivaji. Abogó por la unidad de los marathas para propagar el dharma hindú. A diferencia de los santos varkari, sus escritos tienen una fuerte expresión antiopresora. Los gobernantes maratha posteriores extendieron el imperio hacia el norte hasta Peshawar, hacia el este hasta Odisha y hacia el sur hasta Thanjavur en Tamil Nadu. Estas excursiones de los marathas ayudaron a difundir el marati en regiones geográficas más amplias. En este periodo también se utilizó el marati en las transacciones de tierras y otros negocios. Por lo tanto, los documentos de este periodo ofrecen una mejor imagen de la vida de la gente común. Hay muchos bajaris escritos en marati y en escritura modi de este periodo. Pero a finales del siglo XVIII, la influencia del Imperio Maratha sobre gran parte del país estaba en declive.

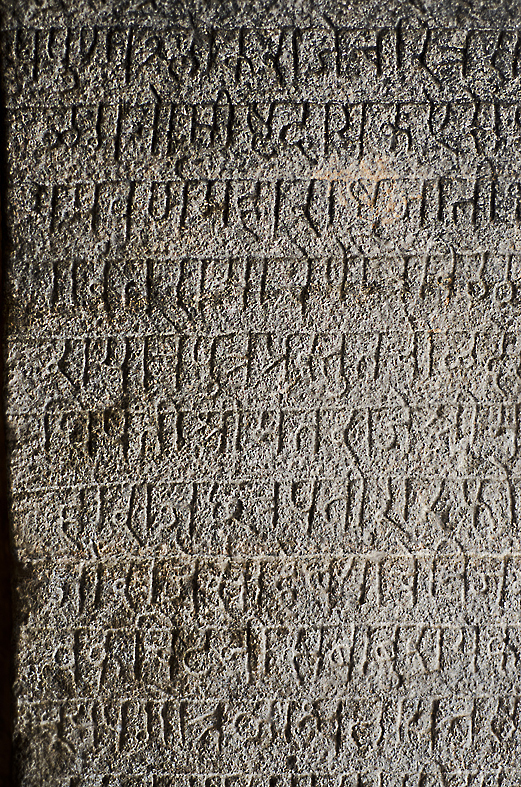
Inscripción marati dentro del complejo del templo de Brihadisvara, Thanjavur

En el siglo XVIII, durante el gobierno de los Peshwa, se produjeron algunas obras conocidas como Yatharthadeepika de Vaman Pandit, Naladamayanti Swayamvara de Raghunath Pandit, Pandava Pratap, Harivijay, Ramvijay de Shridhar Pandit y Mahabharata de Moropant. Krishnadayarnava y Sridhar fueron poetas durante el periodo Peshwa. Durante este periodo se experimentaron con éxito nuevas formas literarias y se recuperaron los estilos clásicos, especialmente las formas Mahakavya y Prabandha. Las hagiografías más importantes de los santos Varkari Bhakti fueron escritas por Mahipati en el siglo XVIII.
Otros conocidos literatos del siglo XVII fueron Mukteshwar y Shridhar. Mukteshwar era el nieto de Eknath y es el poeta más distinguido en el metro Ovi. Es más conocido por haber traducido el Mahabharata y el Ramayana al marati, pero sólo se dispone de una parte de la traducción del Mahabharata y la traducción completa del Ramayana se ha perdido. Shridhar Kulkarni procedía de la zona de Pandharpur y se dice que sus obras sustituyeron en cierta medida a las epopeyas sánscritas. En este periodo también se desarrollaron las Powada (baladas cantadas en honor a los guerreros), y las Lavani (canciones románticas presentadas con danza e instrumentos como la tabla). Los principales poetas compositores de canciones Powada y Lavani de los siglos XVII y XVIII fueron Anant Phandi, Ram Joshi y Honaji Bala.

### Período colonial británico
El Período colonial británico, que comenzó a principios de 1800, vio la estandarización de la gramática marati gracias a los esfuerzos del misionero cristiano William Carey. El diccionario de Carey tenía menos entradas y las palabras en marati estaban en Devanagari. Las traducciones de la Biblia fueron los primeros libros que se imprimieron en marati. Estas traducciones realizadas por William Carey, los misión marati americana y los misioneros escoceses condujeron al desarrollo de un peculiar marati pidginizado llamado "marati misionero" a principios del siglo XIX. El diccionario marati-inglés más completo fue compilado por el capitán James Thomas Molesworth y el mayor Thomas Candy en 1831. ¡El libro sigue imprimiéndose casi dos siglos después de su publicación.
Las autoridades coloniales también trabajaron en la estandarización del marati bajo la dirección de Molesworth y Candy. Utilizaron a los brahmanes de Pune para esta tarea y adoptaron el dialecto dominado por el sánscrito que hablaba la élite de la ciudad como el dialecto estándar del marati.
La primera traducción al marati del Nuevo Testamento fue publicada en 1811 por la Serampore press de William Carey. El primer periódico marati llamado Durpan fue iniciado por Balshastri Jambhekar en 1832. Los periódicos proporcionaron una plataforma para compartir opiniones literarias, y se escribieron muchos libros sobre reformas sociales. La primera publicación periódica en marati, Dirghadarshan, se inició en 1840. 
La lengua marati floreció, ya que el drama marati ganó popularidad. También evolucionaron los musicales conocidos como Sangeet Natak. Keshavasut, el padre de la poesía marati moderna publicó su primer poema en 1885. 
A finales del siglo XIX en Maharashtra surgió el ensayista Vishnushastri Chiplunkar con su publicación periódica, Nibandhmala, que contenía ensayos que criticaban a reformadores sociales como Phule y Gopal Hari Deshmukh. También fundó el popular periódico marati de la época llamado Kesari en 1881. Más tarde, bajo la dirección de Lokmanya Tilak, el periódico contribuyó a difundir las opiniones nacionalistas y sociales de Tilak. Tilak también se oponía a los matrimonios entre castas, en particular a aquellos en los que una mujer de casta superior se casaba con un hombre de casta inferior. Phule y Deshmukh también iniciaron sus propias publicaciones periódicas, Deenbandhu y Prabhakar, que criticaban la cultura hindú predominante de la época. En el siglo XIX y principios del XX se publicaron varios libros sobre gramática marati. Gramáticos notables de este período fueron Tarkhadkar, A.K.Kher, Moro Keshav Damle, y R.Joshi
La primera mitad del siglo XX estuvo marcada por un nuevo entusiasmo en las actividades literarias, y el activismo sociopolítico contribuyó a lograr importantes hitos en la literatura marati, el teatro, la música y el cine. La prosa marati moderna floreció: por ejemplo, los escritos biográficos de N.C.Kelkar, las novelas de Hari Narayan Apte, Narayan Sitaram Phadke y V. S. Khandekar, la literatura nacionalista de Vinayak Damodar Savarkar y las obras de teatro de Mama Varerkar y Kirloskar. En el arte folclórico, Patthe Bapurao escribió muchas canciones lavani durante el último período colonial.

### El marati desde la independencia de la India

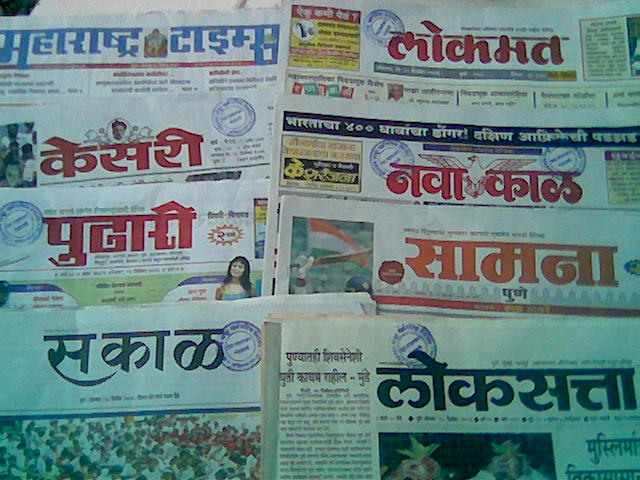
La popular Periódicos en lengua marati en un quiosco de Mumbai, 2006

Después de la Independencia de la India, el marati recibió el estatus de lengua clasificada a nivel nacional. En 1956, se reorganizó el entonces estado de Bombay, que reunió a la mayoría de las zonas de habla marati y gujarati en un solo estado. Una nueva reorganización del estado de la Bombay el 1 de mayo de 1960, creó los estados de Maharashtra, de habla marati, y Gujarat, de habla gujarati, respectivamente. Con la protección estatal y cultural, el marati avanzó mucho en la década de 1990. Un evento literario llamado Akhil Bharatiya marati Sahitya Sammelan (Encuentro de Literatura marati de toda la India) se celebra cada año. Además, el Akhil Bharatiya marati Natya Sammelan (Convención de Teatro marati de toda la India) también se celebra anualmente. Ambos eventos son muy populares entre los hablantes de marati.
Entre las obras notables en marati de la última mitad del siglo XX se encuentra Yayati de Khandekar, que le valió el Premio Jnanpith. También las obras de Vijay Tendulkar en marati le han valido una reputación más allá de Maharashtra. P.L. Deshpande (conocido popularmente como PuLa), Vishnu Vaman Shirwadkar, P.K. Atre, Prabodhankar Thackeray y Vishwas Patil son conocidos por sus escritos en marati en los campos del teatro, la comedia y el comentario social. Bashir Momin Kavathekar escribió canciones lavani y folclóricas para los artistas de Tamasha.
En 1958 se utilizó por primera vez el término "literatura dalit", cuando se celebró en Mumbai la primera conferencia de la Maharashtra Dalit Sahitya Sangha (Sociedad de Literatura Dalit de Maharashtra), un movimiento inspirado en el reformador social del siglo XIX, Jyotiba Phule y en el eminente líder dalit, el Dr. Bhimrao Ambedkar. Baburao Bagul (1930-2008) fue un pionero de los escritos dalit en marati. Su primera colección de relatos, Jevha Mi Jat Chorali (जेव्हा मी जात चोरली, "Cuando robé mi casta), publicado en 1963, causó un gran revuelo en la literatura marati con su apasionada descripción de una sociedad cruel y, por tanto, dio un nuevo impulso a la literatura dalit en marati. Poco a poco con otros escritores como Namdeo Dhasal (que fundó Dalit Panther), estos escritos dalit allanaron el camino para el fortalecimiento del movimiento dalit. Entre los autores dalit notables que escriben en marati se encuentran Arun Kamble, Shantabai Kamble, Raja Dhale, Namdev Dhasal, Daya Pawar, Annabhau Sathe, Laxman Mane, Laxman Gaikwad, Sharankumar Limbale, Bhau Panchbhai, Kishor Shantabai Kale, Narendra Jadhav, Keshav Meshram, Urmila Pawar, Vinay Dharwadkar, Gangadhar Pantawane, Kumud Pawde y Jyoti Lanjewar.

## Gramática
Su gramática conserva algunas características antiguas que han desaparecido en la mayoría de los idiomas indios. En marati, se distingue entre tres géneros (masculino, femenino y neutro). Forma un masculino en -a y un femenino en -i, casi regular. Tradicionalmente las terminaciones neutras eran nasalizadas, pero este rasgo se ha perdido en el marati moderno. El idioma preserva en parte el caso locativo del sánscrito:
| sánscrito                             | marati                                  |
| ------------------------------------- | --------------------------------------- |
| prabhāt: 'alba'; prabhāte: 'al alba'; | pahāṭ: 'alba'; pahāṭe: 'al alba';       |
| griha: 'casa' grihe: 'en la casa'     | ghar: 'casa' gharī/gharāt: 'en la casa' |

Los diez primeros números en marati son:
1: ek
2: don
3: tïn
4: cär
5: päñc
6: sahä
7: sät
8: äth
9: nau
10: dahä